# Mayer Carl von Rothschild
El barón (Freiherr) Mayer Carl von Rothschild (Fráncfort del Meno, 5 de agosto de 1820 - ibídem, 16 de octubre de 1886) fue un banquero y filántropo de origen alemán integrante de la familia Rothschild.

## Biografía
Mayer Carl von Rothschild es el mayor hijo varón de Carl Mayer von Rothschild y su esposa Adelaida Hertz. Mientras recibió su educación en diversas instituciones de las diferentes ramas de la Casa Rothschild en Europa,  estudió derecho en Gotinga en 1837 y en Berlín en 1838. Desde 1843 trabajó en la sede del banco en Fráncfort, de la cual se hizo cargo en 1855, junto con su hermano menor Wilhelm Carl, tras la muerte de su padre y de su tío Amschel Mayer.